# التوأم كراي
رونالد «روني» كراي (بالإنجليزية: Ronald Kray)‏ و ريجنالد «ريجي» كراي (بالإنجليزية: Reginald Kray)‏ كانوا مجرمين إنجليز، والجناة الرئيسيين للجريمة المنظمة في الطرف الشرقي من لندن بين عام 1950 وعام 1960. مع عصابتهم والمعروفة باسم «الشركة»، كانت عصابة كراي متورطة في القتل والسطو المسلح والحرق المتعمد والاعتداءات.

## حياتهم
ولد رونالد «روني» وريجينالد «ريجي» كراي في 24 أكتوبر عام 1933 في هوكستون، شرق لندن حيث ولد ريجي قبل عشر دقائق من روني كان لوالديهما بالفعل أبن عمره ست سنوات، وتسبب تأثير جدهم في أتجاه الأخوة إلى رياضة الملاكمة وهي هواية شعبية للفتيان من الطبقة العاملة في الطرف الشرقي من لندن وشجعهم التنافس الأخوي وحقق كلاهما بعض النجاح ويقال إنهم لم يخسروا مباراة واحدة.

## ألقاء القبض
ألقي القبض على التوأم كراي في 8 مايو 1968 وحاكموا في عام 1969 ، نتيجة لجهود المحققين بقيادة مراقب المباحث ليونارد، وحكم على كل منهم بالسجن مدى الحياة وظل روني في مستشفى برودمور حتى وفاته في 17 آذار / مارس عام 1995 بسبب نوبة قلبية تم إطلاق سراح ريجي من السجن لأسباب رحيمة في أغسطس عام 2000 قبل ثمانية أسابيع ونصف من وفاته بـسرطان المثانة.

## معرض صور

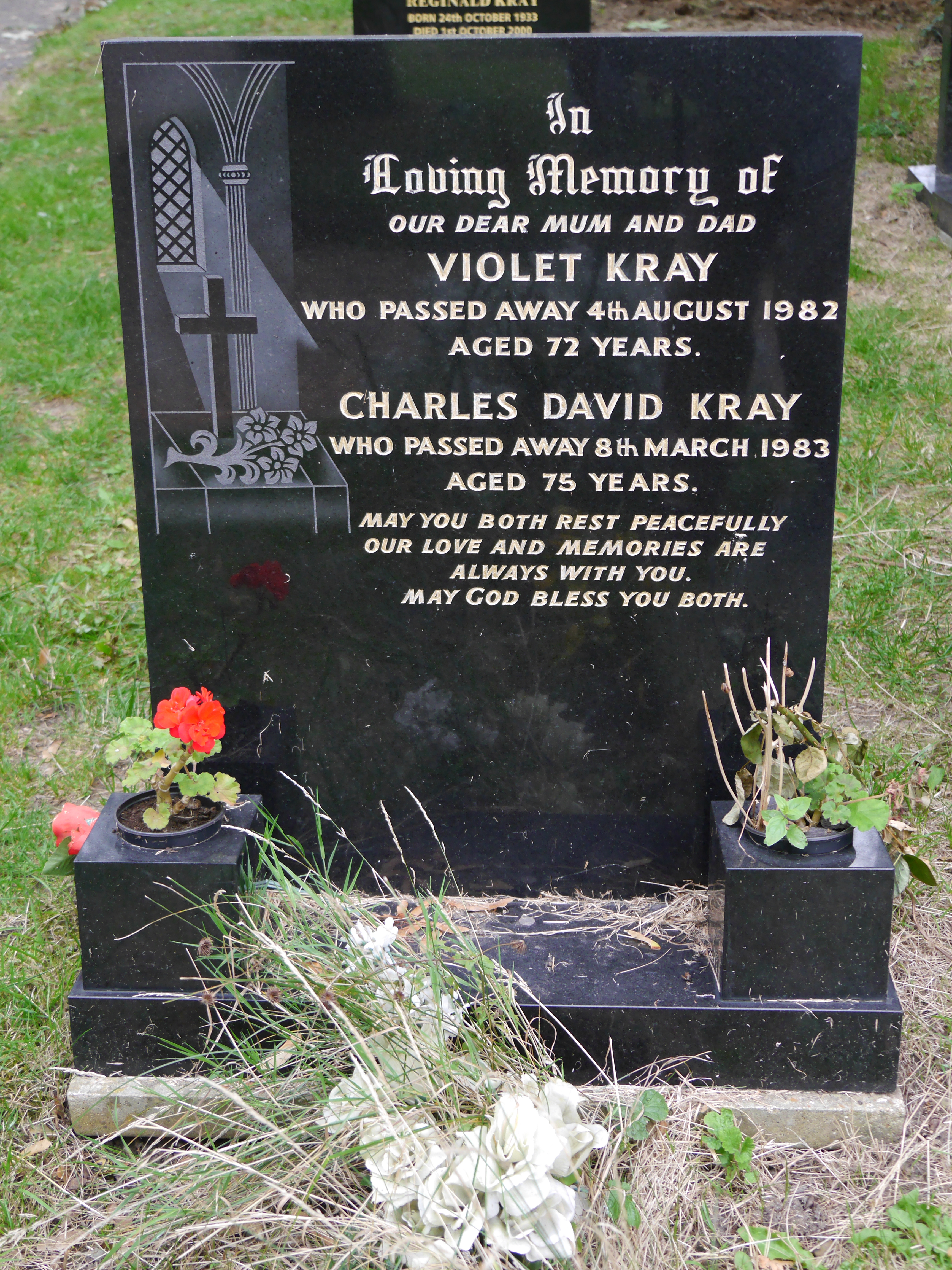
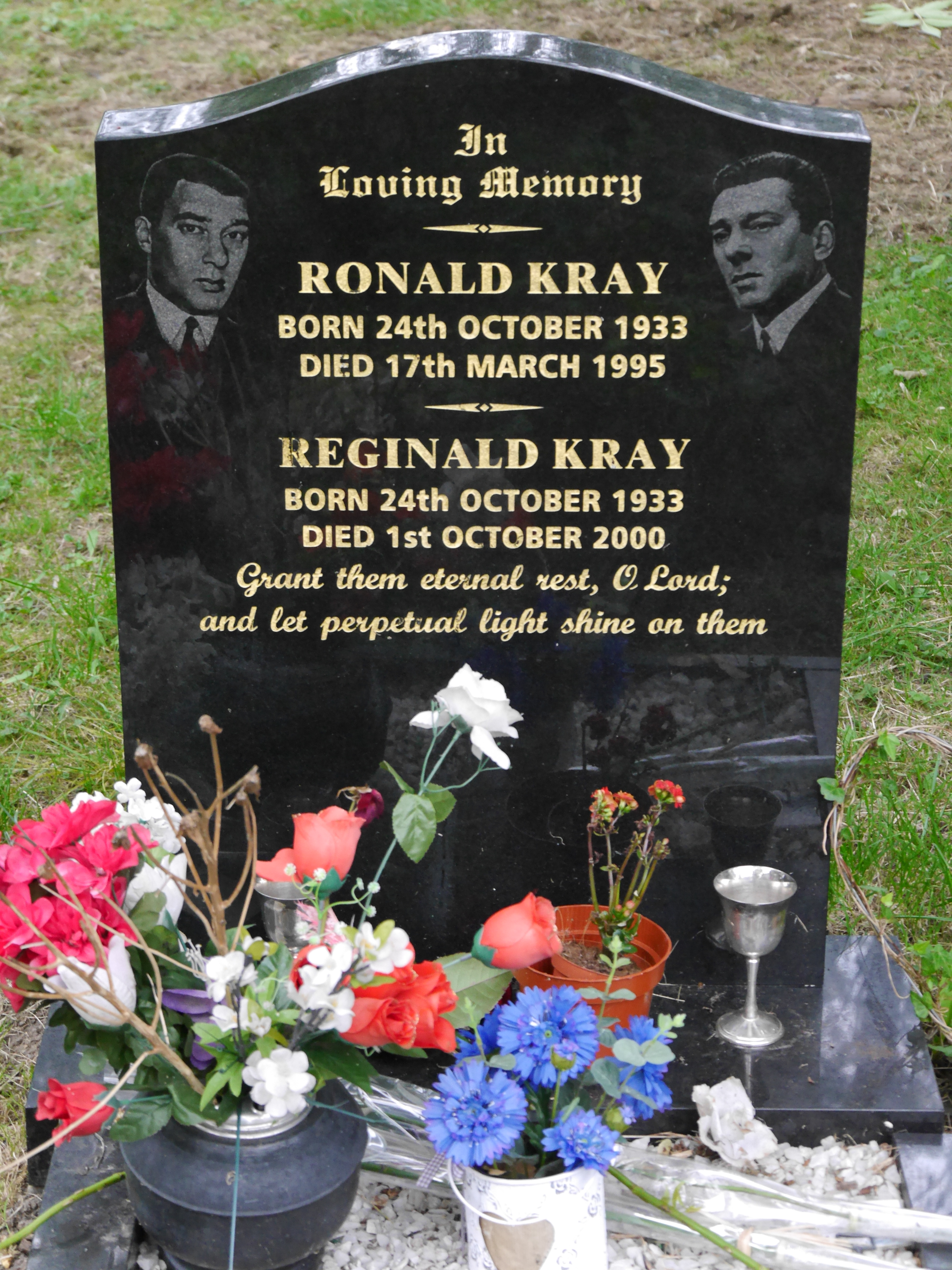
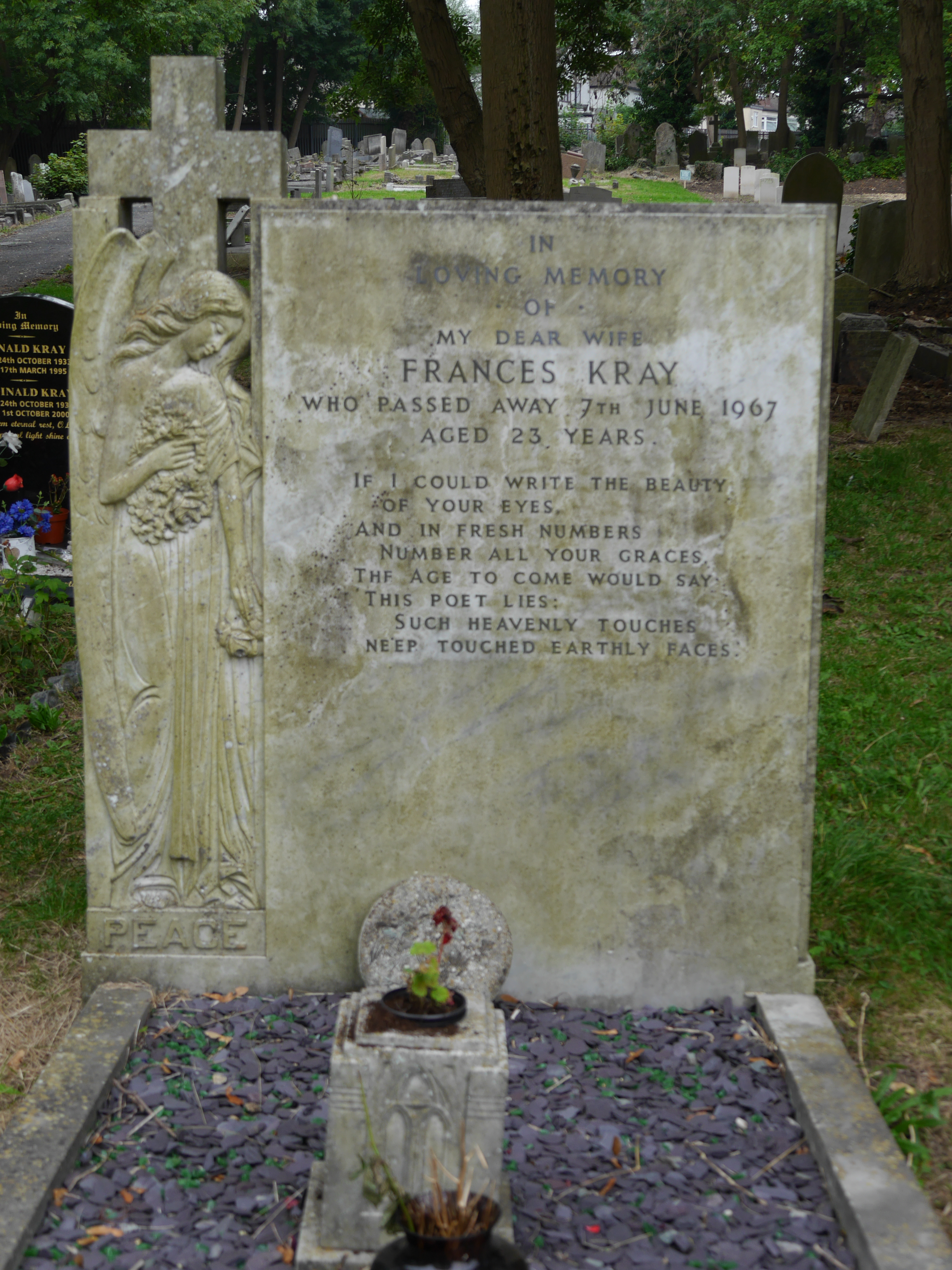
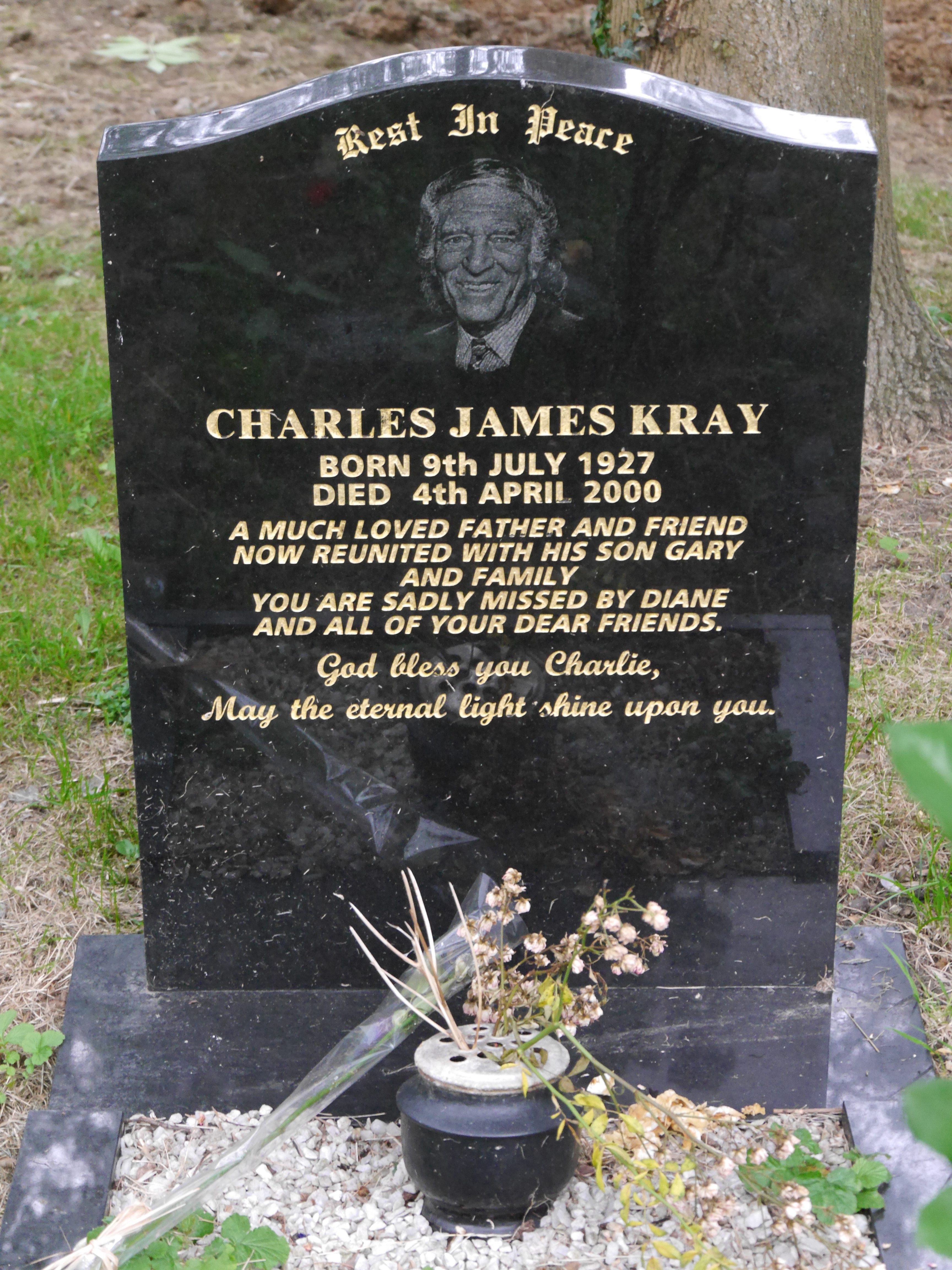